# Kënga
La Kënga (in russo Кенга?; in lingua selcupa: Ӄӧ́ӈӷӭ, Ӄӧ́нга) è un fiume della Russia siberiana occidentale, ramo sorgentizio di destra del Parabel' (bacino idrografico dell'Ob'). Scorre nei rajon Bakčarskij e Parabel'skij dell'Oblast' di Tomsk.
Nasce nella regione pianeggiante delle Paludi di Vasjugan, parte del grande bassopiano siberiano occidentale, e scorre in direzione settentrionale; fondendosi con il Čuzik dà origine al Parabel'. Lungo il corso del fiume ci sono piccoli villaggi, tra cui: Kënga, Central'nyj e Ust’-Čuzik.  Il maggiore affluente è il fiume Emelič, proveniente dalla sinistra idrografica.
La Kënga è gelata, mediamente, per circa 6 mesi l'anno (novembre-aprile); le maggiori piene annuali si registrano invece nel periodo aprile-giugno.